# Anton Babtjuk
Anton Anatolievitj Babtjuk (ryska: Антон Анатольевич Бабчук, ukrainska: Антон Анатолійович Бабчук), född 6 maj 1984 i Kiev, Ukrainska SSR, Sovjetunionen, är en ukrainsk-rysk före detta professionell ishockeyspelare. Babtjuk valdes av Chicago Blackhawks som 21:e spelare totalt i 2002 års NHL-draft. Babtjuk spelade endast 22 matcher för Blackhawks innan han byttes bort till Carolina Hurricanes 20 januari 2006.
2007 återvände han till eurasiskt spel för Avangard Omsk, innan han året efter återvände till Carolina. Efter säsongen 2008/2009 återvände han återigen till Omsk. 2010 var han tillbaka i Carolina.
17 november 2010 bytte Carolina bort Babtjuk till Calgary Flames.
I RSL har Babtjuk spelat för Ak Bars Kazan, SKA Sankt Petersburg och Avangard Omsk.

## Statistik

### Klubbkarriär
| 2000–01    | Elemasj Elektrostal     | RYS-2      | 7   | 0  | 0  | 0   | 12  | —  | — | — | — | —  |
| 2001–02    | Elemasj Elektrostal     | RYS-2      | 40  | 7  | 8  | 15  | 90  | —  | — | — | — | —  |
| 2002–03    | Ak Bars Kazan           | RSL        | 10  | 0  | 0  | 0   | 4   | —  | — | — | — | —  |
| 2002–03    | SKA Sankt Petersburg    | RSL        | 20  | 3  | 0  | 3   | 10  | —  | — | — | — | —  |
| 2003–04    | Norfolk Admirals        | AHL        | 73  | 8  | 14 | 22  | 89  | 8  | 0 | 2 | 2 | 6  |
| 2003–04    | Chicago Blackhawks      | NHL        | 5   | 0  | 2  | 2   | 2   | —  | — | — | — | —  |
| 2004–05    | Norfolk Admirals        | AHL        | 66  | 8  | 16 | 24  | 88  | 2  | 0 | 0 | 0 | 2  |
| 2005–06    | Norfolk Admirals        | AHL        | 24  | 5  | 7  | 12  | 22  | —  | — | — | — | —  |
| 2005–06    | Chicago Blackhawks      | NHL        | 17  | 2  | 3  | 5   | 16  | —  | — | — | — | —  |
| 2005–06    | Carolina Hurricanes     | NHL        | 22  | 3  | 2  | 5   | 6   | —  | — | — | — | —  |
| 2005–06    | Lowell Lock Monsters    | AHL        | 5   | 1  | 3  | 4   | 0   | —  | — | — | — | —  |
| 2006–07    | Carolina Hurricanes     | NHL        | 52  | 2  | 12 | 14  | 30  | —  | — | — | — | —  |
| 2006–07    | Albany River Rats       | AHL        | 9   | 1  | 6  | 7   | 2   | —  | — | — | — | —  |
| 2007–08    | Avangard Omsk           | RSL        | 57  | 9  | 15 | 24  | 30  | 4  | 1 | 1 | 2 | 6  |
| 2008–09    | Carolina Hurricanes     | NHL        | 72  | 16 | 19 | 35  | 16  | 13 | 0 | 1 | 1 | 10 |
| 2009–10    | Avangard Omsk           | KHL        | 49  | 9  | 13 | 22  | 36  | 2  | 0 | 0 | 0 | 0  |
| 2010–11    | Carolina Hurricanes     | NHL        | 17  | 3  | 5  | 8   | 12  | —  | — | — | — | —  |
| 2010–11    | Calgary Flames          | NHL        | 65  | 8  | 19 | 27  | 20  | —  | — | — | — | —  |
| 2011–12    | Calgary Flames          | NHL        | 32  | 2  | 8  | 10  | 6   | —  | — | — | — | —  |
| 2012–13    | HC Donbass              | KHL        | 31  | 1  | 2  | 3   | 22  | —  | — | — | — | —  |
| 2012–13    | Calgary Flames          | NHL        | 7   | 0  | 1  | 1   | 0   | —  | — | — | — | —  |
| 2013–14    | Salavat Yulaev Ufa      | KHL        | 54  | 3  | 9  | 12  | 24  | 3  | 0 | 0 | 0 | 0  |
| 2014–15    | Torpedo Nizhny Novgorod | KHL        | 12  | 0  | 3  | 3   | 12  | —  | — | — | — | —  |
| 2014–15    | Atlant Mytisjtji        | KHL        | 20  | 6  | 4  | 10  | 12  | —  | — | — | — | —  |
| NHL totalt | NHL totalt              | NHL totalt | 289 | 36 | 71 | 107 | 108 | 13 | 0 | 1 | 1 | 10 |
| KHL totalt | KHL totalt              | KHL totalt | 166 | 19 | 31 | 50  | 106 | 5  | 0 | 0 | 0 | 0  |

### Internationellt
| År            | Lag           | Turnering     |    | Matcher | Mål | Assist | Poäng | Utv |
| ------------- | ------------- | ------------- | -- | ------- | --- | ------ | ----- | --- |
| 2001          | Ryssland      | U18-VM        | 6  | 0       | 0   | 0      | 0     |     |
| 2002          | Ryssland      | U18-VM        | 8  | 3       | 3   | 6      | 10    |     |
| Junior totalt | Junior totalt | Junior totalt | 14 | 3       | 3   | 6      | 10    |     |

## Källhänvisningar
1. ↑  Pettersson, Robert (2010-07-01): "Babtjuk fortsätter hoppa mellan ligorna". Arkiverad 8 januari 2015 hämtat från the Wayback Machine. Old.basketsverige.se. Läst 8 januari 2015.